# 가리타 히사노리
가리타 히사노리(일본어: 苅田 久徳, 1911년 1월 19일 ~ 2001년 8월 3일)는 일본의 전 프로 야구 선수이다.

## 인물
구제 혼모쿠 중학교(현재의 요코하마 고등학교)와 호세이 대학을 졸업했다. 1933년 아버지의 연줄로 도쿄 중앙 방송(NHK)에 취직해 가입과에 근무했다. 야구는 클럽 팀 도쿄 클럽에서 뛰었으며 미야타케 사부로와 함께 주로 7번·유격수로 뛰며 같은 해 제7회 전일본 도시 대항 야구 대회에서 우승을 맛보았다.
이듬해인 1934년 요미우리 자이언츠의 전신인 대일본도쿄야구클럽의 설립에 참가해(자이언츠 프로 입단 선수 제2호) 유격수로 미·일 대항전 및 1935년에 열린 미국 원정에 참가했다. 이 때 대항전에 참가했던 이름난 2루수 찰리 게린저를 보고 "내야의 요점은 2루수다"라는 의식을 하게 되었다고 한다(당시 일본에서 2루수는 어깨가 약하고 수비가 서투른 선수들이 맡는 포지션이라는 인식이 있었다).
1936년 도쿄 세네터스로 이적하면서 2루수로 전향했다. 1938년에는 감독을 겸임하면서 춘계 리그(당시에는 춘계와 추계로 나누어 시즌을 진행함)에서 타율 .299, 홈런 5개로 최우수 선수의 타이틀을 차지했고 그의 뛰어난 플레이 센스는 "가리타 앞에 가리타 없고, 가리타 뒤에 가리타 없다. 일대의 명수 가리타"라는 말이 유행할 정도였다. 또한 단정한 용모로 "메이지 진구 구장에 여성팬을 모으는 선수"라는 소리도 들었다.
1936년에는 16도루로 초대 도루왕 타이틀을 차지했는데 발이 엄청나게 빠른 것은 아니었지만 주루 센스가 뛰어나 "다베 다케오는 발로 뛰지만 가리타는 머리로 뛴다"라고도 말했다.
1943년에는 야마토군의 감독, 전후에는 이스즈 자동차의 사원으로 일하면서 이스즈 자동차 야구부의 감독을 하고 있었지만 고니시 도쿠로에게 설득되어 1946년 신생팀인 세네터스에 입단하면서 프로 야구에 복귀했다. 1950년 마이니치 오리온스로 이적했고 시즌 도중에 긴테쓰 펄스로 이적해 이듬해인 1951년 현역에서 은퇴했다.
그 후 마이니치와 긴테쓰의 코치, 심판, 야구 해설자로 활동했으며 1969년 야구 명예의 전당에 입성했다. 한편 일본 프로 야구 사상 첫 퇴장 기록들로 알려져 있는데 심판이었던 니데카와 노부아키에 항의를 하면서 "무례한 놈!"고 말해서 자주 퇴장을 당했다. 미국 원정 당시에도 심판에게 영어로 금기적인 단어를 뱉어내 퇴장당하는 경우가 다반사였다(이때는 동료가 "가리타가 알고 있는 유일한 영어 단어인데 뜻을 모르고 하는 것이니 용서해달라"라며 변호해줘 퇴장은 취소되었지만 그는 경기 중에 말을 할 수 없게 지적을 받았다).
말년에는 요코하마의 자택에서 여생을 보냈는데 일본 프로 야구의 이야기꾼으로 TV에 종종 출연하기도 했다. 2001년 8월 3일에 노쇠로 인해 90세를 일기로 사망했다. 그는 프로 야구 창설 당시의 선수로서 마지막 생존자였다.

## 상세 정보

### 출신 학교
- 구제 혼모쿠 중학교(현재의 요코하마 고등학교)
- 구제 호세이 대학

### 선수 시절
- 도쿄 클럽
- 대일본도쿄야구클럽(1934년 ~ 1935년)
- 도쿄 세네터스·쓰바사군(1936년 ~ 1940년)
- 다이요군(1941년 ~ 1942년)
- 야마토군(1942년 ~ 1943년)
- 도큐 플라이어스·규에이 플라이어스(1947년 ~ 1948년)
- 마이니치 오리온스(1950년)
- 긴테쓰 펄스(1950년 ~ 1951년)

### 지도자·기타 경력
- 도쿄 세네터스·쓰바사군 감독(1938년 ~ 1940년)
- 다이요군 감독(1941년)
- 야마토군 감독(1942년 ~ 1943년)
- 도큐 플라이어스·규에이 플라이어스 감독(1947년 ~ 1948년)
- 긴테쓰 펄스 코치(1952년)
- 마이니치 오리온스 코치(1957년 ~ 1958년)

### 수상·타이틀 경력

#### 타이틀
- 도루왕 : 1회(1936년 추계)

#### 수상
- MVP : 1회(1938년 춘계)
- 베스트 나인 : 1회(1940년)
- 일본 야구 명예의 전당 헌액자(1969년)

### 등번호
- 5(1935년)
- 15(1936년 ~ 1942년 중간)
- 30(1942년 도중 ~ 1943년, 1947년 ~ 1948년, 1950년)
- 29(1950년, 1952년)
- 40(1951년)
- 51(1957년 ~ 1958년)

### 연도별 타격 성적
| 연 도       | 소 속           | 경 기 | 타 석 | 타 수 | 득 점 | 안 타 | 2 루 타 | 3 루 타 | 홈 런 | 루 타 | 타 점 | 도 루 | 도 루 자 | 희 생 번 | 희 생 플 | 볼 넷 | 고 4 | 사 구 | 삼 진 | 병 살 타 | 타 율 | 출 루 율 | 장 타 율 | O P S |
| ----------- | --------------- | ----- | ----- | ----- | ----- | ----- | ------- | ------- | ----- | ----- | ----- | ----- | -------- | -------- | -------- | ----- | ---- | ----- | ----- | -------- | ----- | -------- | -------- | ----- |
| 1936년 춘계 | 세네터스 쓰바사 | 18    | 83    | 68    | 13    | 20    | 2       | 1       | 0     | 24    | 11    | 11    | --       | 9        | --       | 10    | --   | 1     | 9     | --       | .294  | .392     | .353     | .745  |
| 1936년 추계 | 세네터스 쓰바사 | 28    | 132   | 109   | 20    | 27    | 3       | 2       | 1     | 37    | 9     | 16    | --       | 1        | --       | 21    | --   | 1     | 8     | --       | .248  | .374     | .339     | .713  |
| 1937년 춘계 | 세네터스 쓰바사 | 55    | 243   | 209   | 32    | 52    | 4       | 2       | 1     | 63    | 12    | 15    | --       | 4        | --       | 30    | --   | 0     | 21    | --       | .249  | .343     | .301     | .645  |
| 1937년 추계 | 세네터스 쓰바사 | 48    | 220   | 187   | 32    | 42    | 6       | 2       | 3     | 61    | 18    | 13    | --       | 7        | --       | 25    | --   | 0     | 15    | --       | .225  | .316     | .326     | .642  |
| 1938년 춘계 | 세네터스 쓰바사 | 35    | 163   | 134   | 31    | 40    | 11      | 0       | 5     | 66    | 15    | 7     | --       | 3        | --       | 25    | --   | 1     | 10    | --       | .299  | .413     | .493     | .905  |
| 1938년 추계 | 세네터스 쓰바사 | 40    | 181   | 151   | 31    | 35    | 3       | 2       | 3     | 51    | 13    | 8     | --       | 0        | --       | 29    | --   | 1     | 13    | --       | .232  | .359     | .338     | .697  |
| 1939년      | 세네터스 쓰바사 | 96    | 446   | 367   | 63    | 80    | 8       | 2       | 4     | 104   | 21    | 27    | --       | 4        | 1        | 73    | --   | 1     | 34    | --       | .218  | .349     | .283     | .633  |
| 1940년      | 세네터스 쓰바사 | 103   | 465   | 373   | 57    | 82    | 18      | 2       | 5     | 119   | 23    | 18    | --       | 8        | 1        | 80    | --   | 3     | 34    | --       | .220  | .362     | .319     | .681  |
| 1941년      | 다이요          | 76    | 316   | 269   | 21    | 52    | 7       | 2       | 1     | 66    | 14    | 7     | --       | 6        | --       | 38    | --   | 3     | 17    | --       | .193  | .300     | .245     | .545  |
| 1942년      | 다이요          | 27    | 113   | 100   | 5     | 14    | 1       | 0       | 0     | 15    | 4     | 2     | 2        | 4        | --       | 9     | --   | 0     | 8     | --       | .140  | .211     | .150     | .361  |
| 1942년      | 야마토          | 18    | 75    | 63    | 3     | 9     | 2       | 0       | 0     | 11    | 2     | 1     | 2        | 2        | --       | 10    | --   | 0     | 6     | --       | .143  | .260     | .175     | .435  |
| '42계       | 야마토          | 45    | 188   | 163   | 8     | 23    | 3       | 0       | 0     | 26    | 6     | 3     | 4        | 6        | --       | 19    | --   | 0     | 14    | --       | .141  | .231     | .160     | .390  |
| 1943년      | 야마토          | 47    | 203   | 172   | 18    | 29    | 7       | 0       | 2     | 42    | 13    | 4     | 1        | 1        | --       | 29    | --   | 1     | 16    | --       | .169  | .292     | .244     | .536  |
| 1947년      | 도큐 규에이     | 88    | 350   | 288   | 32    | 53    | 8       | 1       | 5     | 78    | 19    | 10    | 4        | 5        | --       | 56    | --   | 1     | 23    | --       | .184  | .319     | .271     | .590  |
| 1948년      | 도큐 규에이     | 25    | 58    | 53    | 2     | 6     | 0       | 0       | 1     | 9     | 2     | 1     | 1        | 1        | --       | 4     | --   | 0     | 3     | --       | .113  | .175     | .170     | .345  |
| 1950년      | 마이니치        | 20    | 47    | 42    | 5     | 11    | 5       | 0       | 0     | 16    | 3     | 1     | 1        | 0        | --       | 5     | --   | 0     | 5     | 1        | .262  | .340     | .381     | .721  |
| 1950년      | 긴테쓰          | 32    | 139   | 123   | 15    | 33    | 2       | 0       | 4     | 47    | 11    | 4     | 2        | 3        | --       | 11    | --   | 2     | 8     | 6        | .268  | .338     | .382     | .720  |
| '50계       | 긴테쓰          | 52    | 186   | 165   | 20    | 44    | 7       | 0       | 4     | 63    | 14    | 5     | 3        | 3        | --       | 16    | --   | 2     | 13    | 7        | .267  | .339     | .382     | .721  |
| 1951년      | 긴테쓰          | 48    | 140   | 124   | 18    | 34    | 7       | 0       | 2     | 47    | 12    | 3     | 3        | 2        | --       | 14    | --   | 0     | 15    | 4        | .274  | .348     | .379     | .727  |
| 통산：12년  | 통산：12년      | 804   | 3374  | 2832  | 398   | 619   | 94      | 16      | 37    | 856   | 202   | 148   | 16       | 60       | 2        | 469   | --   | 15    | 245   | 11       | .219  | .333     | .302     | .635  |

- 굵은 글씨는 시즌 최고 성적.
- 세네터스(도쿄 세네터스)는 1940년 시즌 도중 쓰바사(쓰바사군)로 구단명을 변경.
- 도큐(도큐 플라이어스)는 1948년 규에이(규에이 플라이어스)로 구단명을 변경.

### 연도별 투수 성적
| 연 도       | 소 속           | 등 판 | 선 발 | 완 투 | 완 봉 | 무 4 구 | 승 리 | 패 전 | 세 이 브 | 홀 드 | 승 률 | 타 자 | 이 닝 | 피 안 타 | 피 홈 런 | 볼 넷 | 고 4 | 몸 맞 | 탈 삼 진 | 폭 투 | 보 크 | 실 점 | 자 책 점 | 평 자 책 | W H I P |
| ----------- | --------------- | ----- | ----- | ----- | ----- | ------- | ----- | ----- | -------- | ----- | ----- | ----- | ----- | -------- | -------- | ----- | ---- | ----- | -------- | ----- | ----- | ----- | -------- | -------- | ------- |
| 1938년 추계 | 세네터스 쓰바사 | 1     | 0     | 0     | 0     | 0       | 0     | 0     | --       | --    | ----  | 5     | 1.0   | 1        | 0        | 0     | --   | 0     | 0        | 0     | 0     | 0     | 0        | 0.00     | 1.00    |
| 1939년      | 세네터스 쓰바사 | 6     | 3     | 1     | 0     | 0       | 0     | 1     | --       | --    | .000  | 136   | 31.0  | 29       | 1        | 13    | --   | 1     | 8        | 1     | 0     | 17    | 15       | 4.35     | 1.35    |
| 1940년      | 세네터스 쓰바사 | 2     | 1     | 0     | 0     | 0       | 0     | 1     | --       | --    | .000  | 43    | 9.0   | 12       | 1        | 5     | --   | 0     | 5        | 0     | 0     | 9     | 6        | 6.00     | 1.89    |
| 통산：3년   | 통산：3년       | 9     | 4     | 1     | 0     | 0       | 0     | 2     | --       | --    | .000  | 184   | 41.0  | 42       | 2        | 18    | --   | 1     | 13       | 1     | 0     | 26    | 21       | 4.61     | 1.46    |

- 세네터스(도쿄 세네터스)는 1940년 시즌 도중 쓰바사(쓰바사군)로 구단명을 변경.

### 감독으로서의 팀 성적
- 통산 706경기 322승 342패 42무 승률 .485